# إيفلين تشان
إيفلين تشان لو إي (بالإنجليزية: Evelyn Chan Lu Ee)‏ هي لاعبة بولينج سنغافورية. فازت هي وجينيفر تان بالذهب في حدث الزوجي في بطولة الكومنولث للبولينج الثانية عام 2005. وكانت في وقت لاحق جزءا من فريق السيدات الذي فاز بالبرونزية في لعبة البولينج في دورة ألعاب جنوب شرق آسيا عام 2005. لهذه الإنجازات حصلت على جوائز تقديرية من الاتحاد السنغافوري للبولينج في عامي 2006 و 2007.